# 裾花渓谷

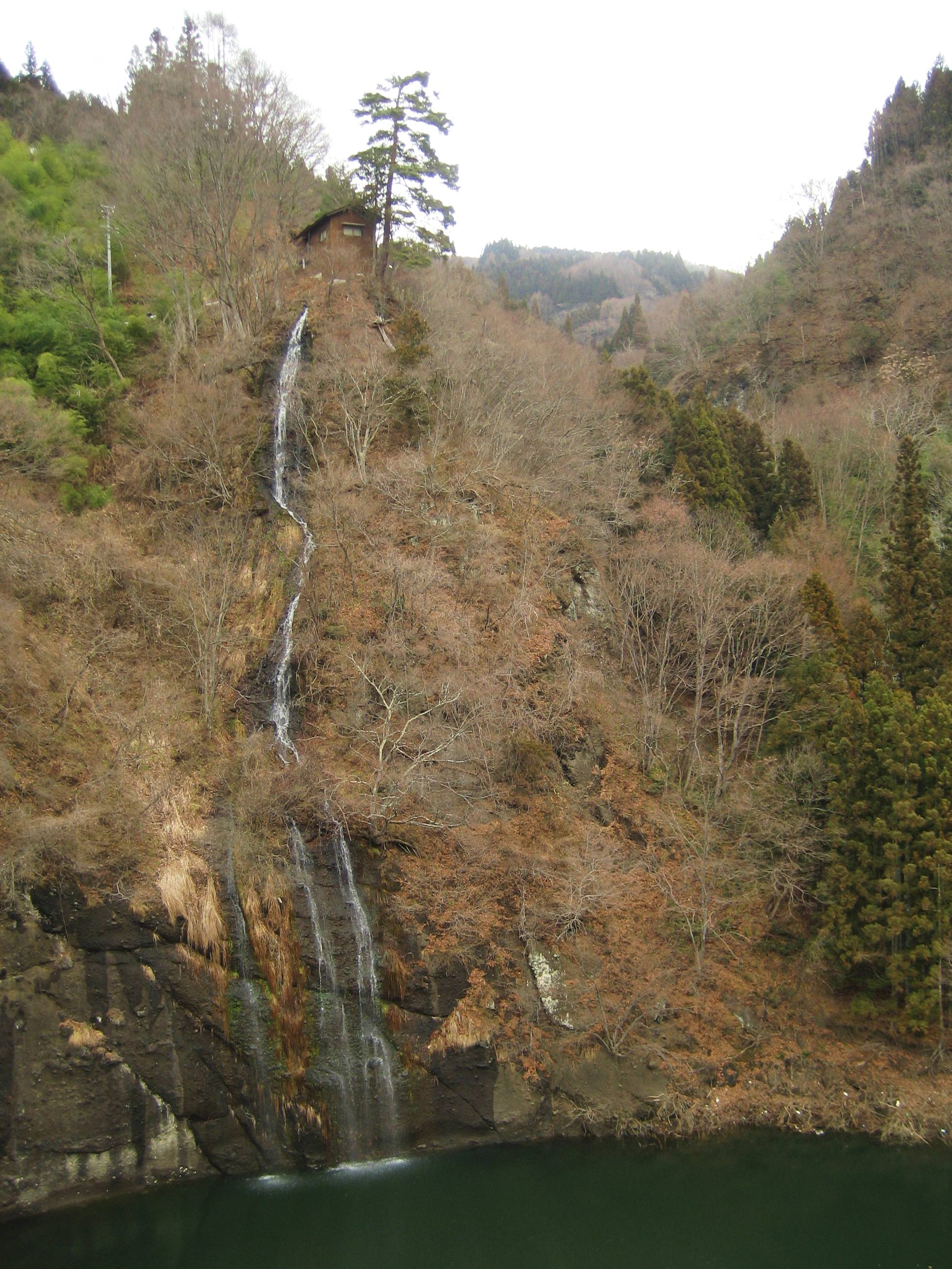
再現された五色の滝

裾花渓谷（すそばなけいこく）は長野県長野市にある渓谷。裾花峡とも。
裾花川の中流に位置する。
日本百景に選ばれたが、1969年（昭和44年）の裾花ダムの建設により渓谷内の滝のいくつかは姿を消した。
現在、このうち「五色の滝」が人工的に復元されている。
裾花川は長野市街西端から川幅を狭めて峡谷に入るが、特に裾花口から鬼無里盆地に至る約10キロメートルは険峻な断崖が続く。現在は国道406号が渓谷を縫って鬼無里盆地へ通じるが、かつての主要道は渓谷を避け、北へ迂回していた。

## 裾花峡温泉
詳細は裾花峡温泉を参照。
2002年（平成14年）長野市街に開湯された。「裾花峡」と名がついているが、裾花渓谷内にあるわけではなく、裾花渓谷から長野市街にひらけた位置にある。